# Thelma Kent
Thelma Rene Kent FRSA (* 21. Oktober 1899 in Christchurch; † 23. Juni 1946 ebenda) war eine neuseeländische Fotografin.

## Leben
Thelma Kent wurde 1899 in Christchurch als jüngeres von zwei Kindern eines Schuhmachers und seiner Ehefrau geboren und besuchte zwei lokale Schulen. Mit 15 Jahren bekam sie von einem Onkel eine Boxkamera geschenkt, mit der sie ihre Leidenschaft für die Fotografie entdeckte. Schon bald gewann sie den Fotografier-Wettbewerb einer lokalen Zeitung und kaufte sich vom Preisgeld eine bessere, neuere Kamera. In den folgenden Jahren entwickelte sie ihren eigenen Stil, den man zur damals vorherrschenden Stil des Piktorialismus, also der fotografischen Inszenierung malerischer Motive, rechnen kann. Vornehmlich fotografierte sie Naturmotive, besonders auf Neuseelands Südinsel, auf der sie reglmäíg wochenlange Expeditionen unternahm, häufig in Begleitung von Assistentinnen. Neben ihren Fotografien von Landschaftsmotiven und Wildtieren fertigte sie auch Porträtfotografien an, unter anderem von dem bekannten Einsiedler William James O’Leary. Ebenfalls fotografierte sie auch Nutztiere und Haustiere, nicht zuletzt jene aus ihrer eigenen Voliere.
Kent veröffentlichte ihre Fotografien zusammen mit kleineren Artikeln in verschiedenen neuseeländischen Zeitungen, konnte ihre Fotografien aber auch auf dem internationalen Markt verkaufen. Später arbeitete sie auch mit dem Canterbury Museum in Christchurch zusammen, wodurch sie sich auch mit dem Gebiet der Mikrofotografie beschäftigte. Daraus entstand unter anderem ein Fotozyklus über das Leben des Monarchfalters, welchen Kent in ihrem eigenen Garten zusammenstellte. Weitere wissenschaftliche Kooperationen unterhielt sie mit dem Cawthron Institute, dem Christchurch Hospital und dem Canterbury University College. Neben der praktischen Arbeit bewarb Kent die Fotografie öffentlich mit Vorträgen, Artikeln und Radiobeiträgen. Sie engagierte sich zudem in der Christchurch Photographic Society. Ehrenhalber wurde sie ferner in die Royal Photographic Society und 1939 in die Royal Society of Arts aufgenommen. Kent starb unverheiratet 1946 in ihrer Heimatstadt Christchurch an einer Krebserkrankung. Ihr Privatarchiv ging in den Besitz der Alexander Turnbull Library, die später in die National Library of New Zealand aufging.